# 林憲濩
林憲濩（16世紀—1620年代），字淑衎，號古榕，福建福州府長樂縣二十松下都人，明朝政治人物。

## 生平
林憲濩是萬曆四十六年（1618年）福建鄉試舉人，天啟五年（1625年）會試中第三名，成三甲進士，獲授中書舍人，負責巡查福建、浙江、廣東三地軍政。在廣東的官署休息時，看到後軒有「古榕」二字，當晚即卒。

## 引用
1. 1 2  民國《長樂縣志·卷二十五·列傳五》：林憲護【濩】，字淑衎，二十松下都人。高才博學，工書能文，天啟乙丑會試第三名，授中書科舍人，欽命巡查閩浙粵三省軍政，邊境肅清。 乾隆賀志
2. ↑  民國《長樂縣志·卷十四上·選舉志上》：（萬曆）四十六年 戊午 戴周章榜 林憲濩 字淑衎，乙丑會魁
3. ↑  《閩小記·卷二》：閩縣林憲護號古榕，第進士，授中書，奉使至廣東，憩行台，見後軒扁古榕二字，是夕卒，名號關於死生，異哉（林異卿談）。